# بچه‌های سوینگ
بچه‌های سوینگ (به انگلیسی: Swing Kids) یک فیلم درام آمریکایی محصول سال ۱۹۹۳ به کارگردانی توماس کارتر با بازی کریستین بیل، رابرت شان لئونارد و فرانک ویلی است. در آلمان قبل از جنگ جهانی دوم، دو دانش‌آموز دبیرستانی سعی می‌کنند شب‌ها بچه‌ها و جوانان آلمانی را در روز آموزش رقص آمریکایی بدهند، تصمیمی که به شدت بر دوستان و خانواده‌هایشان تأثیر می‌گذارد.

## پیشینه تاریخی
در دهه ۱۹۳۰، برخی از نوجوانان جوان آلمانی به فرهنگ پاپ آمریکایی و بریتانیایی علاقه داشتند. آنها در کلوپ‌های مخفی زیرزمینی که در آن گروه‌ها موسیقی سوینگ می‌نواختند و به موسیقی معاصر توسط بازیگرانی مانند بنی گودمن و دوک الینگتون گوش می‌دادند. فیلمنامه‌نویس فیلم، جاناتان مارک فلدمن، فیلم را بر اساس این جنبش بنا نهاد.

## بازخوردها
در راتن تومیتوز امتیاز ۵۶٪ (براساس ۱۸ بررسی) و میانگین امتیاز ۴٫۹ از ۱۰ را به آن می‌دهد.